# Juan Palomino
Juan Palomino (La Plata, provincia de Buenos Aires; 6 de julio de 1961) es un actor argentino.

## Biografía
Juan Palomino nació en La Plata, hijo de madre argentina y padre peruano. Vivió toda su infancia en Perú y más tarde después del colegio secundario regresó a la Argentina y Estudió en la Escuela de Teatro de la Plata. Trabajó en diversos oficios.  En 1984 creó, conjuntamente con el Dr. Adolfo Pérez, la Lic. Silvia Cardona y Polo Lofeudo, el primer grupo de Teatro en el Hospital Neuropsiquiátrico Alejandro Korn del Partido de la Plata.
A los 31 años hizo su debut en televisión con Alejandro Doria en Amores (Canal Telefé, 1992).
Pertenece además al grupo musical "Los negros de miércoles" que toca música afroperuana y es un activista por la unión latinoamericana y la difusión de las culturas de los inmigrantes de países limítrofes.

## Actividad Profesional
En el año 2003 se destacó interpretando a uno de los hijos de una de las familias de la novela "Soy gitano".
En el 2006 interpretó a Miguel Delfino en Amas de casa desesperadas.
En el año 2008, interpreta a dos gemelos en la segunda temporada de la telenovela Mujeres de nadie. Uno es el galán del personaje de Eugenia Tobal.Y el otro es su contrafigura el cual mata al primero, para tomar su lugar. Pasó algo único en telenovela; de dos gemelos primeramente muere el héroe y se queda en toda la telenovela el villano. En 2010, interpreta a un villano psicópata y asesino en la telenovela Alguien que me quiera. 
Fue aclamada su interpretación del exboxeador "El inca del Sinai", en la película de acción y humor negro Diablo (2012), ópera prima de Nicanor Loreti. En 2012 interpreta a "Martín", un terapeuta ocupacional en la película El pozo, primer film en el cine nacional argentino en tratar el tema del autismo y el amor en las personas con capacidades especiales. 
En teatro interpretó Amanda y Eduardo de Armando Discépolo; Medida por medida de William Shakespeare; Ensayos de una pasión de Omar Grasso sobre textos de Anton Chejov; El mercader de Venecia, de W. Shakespeare, La Celestina de Fernando de Rojas, El avaro de Molière, Nuestro fin de semana de Roberto Cossa, El partener de Mauricio Kartun,  New York de Daniel Dalmaroni,  La tentación de Pacho O'Donnell, Las de Barranco de Gregorio de Laferrere en el Teatro Nacional Cervantes, entre otras.
Además de sus participaciones en cine y teatro, participó también en la grabación de videoclips musicales, habiendo participado en los videos de los temas "Disfraz" de Cielo Razzo y "Sigue Girando" de Ratones Paranoicos.

## Filmografía

### Cine
- Otra esperanza (1984)
- Las barras bravas (1985)
- La Noche de los Lápices (1986)
- La sagrada familia  (1988)
- Expreso a la emboscada (1988)
- Standard  (1989)
- Guerreros y cautivas (1989)
- El caso María Soledad (1993) ...El Flaco
- Con el alma (1995)
- Río escondido (1999)
- El inocente (2000) (rodaje inconcluso)
- Tres esposas (Inédita) (2001) ...Ramón
- Te besaré mañana (2001) ...Miki
- El regreso (2001)
- Cacería (2002) ...Lucas
- TV Service (mediometraje) (2004)
- Martín Fierro, el ave solitaria (2006) ...Martín Fierro
- La metamorfosis (2007)
- Horizontal/Vertical (2009)
- Los Angeles (2009)...Nahuel
- Miserias (2009) ...Doctor
- El mural (2010)
- Paco (2009)
- Rita y Li (2010)
- La revoluciòn es un sueño eterno (2010) ...Monteagudo
- Diablo (2012) ...Marcos Wainsberg
- Hermanos de sangre  (2012) ...Comisario
- El pozo (2011) ...Martín
- El abismo... todavía estamos (2011) ...Alejandro
- La corporación (2012) ...Robledo
- A la deriva (2012) ...Leiva
- Yarará (cortometraje) (2013)
- Viaje a Tombuctú (2013)
- Los del suelo 2014
- Contrasangre (2014) ...Daniel
- Naturaleza muerta (2015)
- Kryptonita (2015)
- Adios querido Pep (2015)
- Ley primera (2015)
- Los dioses del agua (2015)
- La noche más fría.  (2017) Carlos.
- Yanca y el espíritu del Volcán (2018)
- La sabiduría (2019)
- Yo nena, yo princesa (2021)

### Televisión
- 2023 Buenos chicos, Mario Córdoba, Canal 13.
- 2021 Maradona, sueño bendito, Diego Maradona (adulto), Amazon Prime Video.
- 2016 Nafta Súper, Space.
- 2015 Fronteras, Telefe.
- 2015 Pan y vino, América TV.
- 2014-2015 Magnífica 70, HBO Brasil.
- 2014 ¿Quién mató al Bebe Uriarte?, TV Pública.
- 2014 Viento Sur, América TV, Cap.2: La Viuda/Cap.5: El Wekufe
- 2014 Mis amigos de siempre,Suárez, Canal 13
- 2014 Ana y el vino, TV Pública HD, Televisión Digital Abierta - TDA
- 2013 Dos por una mentira, Fabián, Canal 10
- 2013 Historias de corazón, Cap. 23: "Una nueva luz", Telefe
- 2013 Solamente vos, Participación especial, Canal 13
- 2013 Ciclo Tributo a Fangio, Conducción, DeporTV
- 2012 Bipher Dumas, Participación especial, Canal 7 Mendoza (Mendoza - Argentina)
- 2012 La defensora, Participación especial, TV Pública
- 2012 Lobo, Ricardo Cabral, Canal 13.
- 2011 Proyecto aluvión, Carlos / Pedro / José "El negro", Canal 9.
- 2011 Decisiones de vida, Participación especial, Canal 9.
- 2010 Alguien que me quiera, Gastón Pineda, Canal 13.
- 2009 Dromo Episodio: "El trabajo", America.
- 2008 Mujeres de nadie, Santiago / Nacho Gancedo, Canal 13
- 2006-2008 Mujeres Asesinas, Marcelo / Rafael, Canal 13, Cap.28: Sofía, Nena de Papá/Cap.8: Marga, víctima
- 2006 Amas de casa desesperadas, Miguel Delfino, Canal 13.
- 2005 Paraíso rock, Basilio, Canal 9.
- 2005 Sálvame María, Tomás, Canal 9.
- 2004-2005 Los Roldán, Alfredo, Telefe.
- 2004 Jesús, el heredero, Daniel Tordeaux, Canal 13.
- 2003 Soy gitano, Ángel Amaya, Canal 13.
- 2002 El precio del poder, Funes, Canal 9.
- 2001 El sodero de mi vida, Omar Fortunato, Canal 13.
- 2001 Yago, pasión morena, Adolfo Trueba, Telefe.
- 2001 PH, propiedad horizontal, Oscar, Azul TV
- 2000 Los médicos (de hoy), Rolo Gutiérrez Canal 13.
- 1998-1999 Como vos & yo, Sergio Andrade Canal 13.
- 1998 Chica cósmica  América.
- 1997 Carola Casini, Santiago Becerra, Canal 13.
- 1996 Zíngara, Stieva Stevanovich, Telefe.
- 1995-1996 Poliladron, Participación especial, Canal 13.
- 1994 Quereme, Manuel, Telefe.
- 1992 Amores, Telefe.

## Premios
- Premio Ace 2014 Mejor Actor de Comedia Dramàtica (Nuestro fin de semana).
- Premio Florencio Sánchez 2008 Mejor Actor Comedia Dramàtica (La tentación).
- Premio Arturo Jauretche 2010 por contribuir al pensamiento nacional.
- Premio Podestá 2008 a la Trayectoria Actoral.

### Nominaciones
- Martín Fierro 2008: Actor protagonista de telenovela por Mujeres de nadie.
- ACE 2003, como mejor actor de reparto por New York de Daniel Dalmaroni, con dirección de Villanueva Cosse.